# Franz Erdl

Erdl im Trikot des Dresdner SC

Franz Erdl (* 4. Mai 1911; † 17. Mai 1968) war ein österreichischer Fußballspieler, der in den 1930er und 1940er Jahren vier Meistertitel und den Mitropacup mit der Vienna gewann und im Nationalteam zum Einsatz kam.

## Karriere

### Vereine
Erdl trat als Jugendlicher der Vienna bei, wo er im Herbst 1929 sein Debüt in der Kampfmannschaft gab. Nachdem er zunächst nur sporadisch zum Einsatz gekommen war, konnte er sich im Frühjahr 1931 den Stammplatz als Linksaußen sichern, wo er Leopold Giebisch ersetzte und in einer Angriffsreihe mit Friedrich Gschweidl, Josef Adelbrecht und Gustav Tögel spielte. Am Ende der Saison konnte er mit den Döblingern den ersten Meistertitel in der Vereinsgeschichte feiern.
Dies berechtigte auch zur Teilnahme am Mitropacup, wo man mit Siegen über den Bocskai FC Debrecen und die AS Rom das Finale erreichte. Dort trafen die Blau-Gelben im einzigen rein österreichischen Finale in der Geschichte dieses Bewerbes auf den Wiener AC. Nach einem 3:2-Sieg im ersten Spiel gelang auch im Heimspiel auf der Hohen Warte ein 2:1, wobei Erdl beide Treffer der Siegermannschaft erzielte.
Nach einem zweiten Platz in der Folgesaison konnte 1933 ein weiterer Meistertitel gewonnen werden. In den nächsten Jahren war die Vienna mit Erdl zwar stets in den oberen Tabellenregionen vertreten, aber der einzige weitere Titel in diesem Zeitraum war der Sieg im ÖFB-Cup 1937 durch ein 2:0 im Finale gegen den Wiener Sport-Club. Anfang 1938 verließ Erdl seinen Stammverein und spielte danach für den Zweitligisten SV Straßenbahn Wien, wo aber trotz weiterer namhafter Verstärkungen wie Johann Luef, Josef Hassmann und Karl Jestrab der Aufstieg in die höchste Spielklasse nicht gelang.
1942 kehrte er für die Endrunde um die deutsche Meisterschaft zur Vienna zurück, wo er in einer Sturmreihe mit Karl Bortoli und Karl Decker spielte und das Finale gegen den FC Schalke 04 erreichte, welches mit 0:2 verloren ging. In den beiden folgenden Jahren holte er mit den Döblingern zwei weitere Gaumeistertitel, dazwischen war er als Gastspieler beim Dresdner SC aktiv, wo er 1943 zum zweiten Mal in Folge das deutsche Meisterschaftsfinale erreichte. Diesmal konnte Erdl mit seinen Nebenspielern Richard Hofmann und Helmut Schön am Ende einen 3:0-Sieg über den FV Saarbrücken feiern.
Nach Kriegsende kehrte Erdl wieder zu den Straßenbahnern zurück und war in den 1950er Jahren noch bei weiteren unterklassigen Vereinen tätig. Er wurde am Sieveringer Friedhof bestattet. Das Grab ist bereits aufgelassen.

### Nationalmannschaft
Erdls erstes Spiel für die Nationalmannschaft erfolgte bei einem 4:1-Sieg gegen Belgien im Juni 1933 in Wien, als er nach einem Zuspiel von Matthias Sindelar das erste Tor der Heimmannschaft erzielte. Auf der Position des Linksaußen kam zu dieser Zeit aber meist Rudolf Viertl zum Einsatz, so auch bei der Weltmeisterschaft 1934, sodass es bis zum Oktober 1935 dauern sollte, ehe Erdl seinen zweiten Einsatz bei einem 4:4 gegen Ungarn hatte, diesmal als linker Läufer. Sein drittes und letztes Länderspiel dauerte für ihn nur wenige Minuten, als er im Mai 1936 gegen Italien den angeschlagenen Rudolf Geiter kurzzeitig ersetzte.

## Erfolge
- Mitropacupsieger: 1931
- Österreichischer Meister: 1930/31, 1932/33
- Gaumeister Donau-Alpenland: 1942/43, 1943/44
- Deutscher Meister: 1942/43
- ÖFB-Cup-Sieger: 1936/37
- 3 Spiele und ein Tor für die österreichische Fußballnationalmannschaft